# Molenstichting Oldambt
De Molenstichting Oldambt was een Nederlandse molenstichting die zich inzet voor het in stand houden van een aantal molens in het Oldambt in het oosten van de provincie Groningen.
In 2015 is de Molenstichting Oldambt gefuseerd met de Slochter Molenstichting tot de Molenstichting Midden- en Oost-Groningen.
De stichting had de volgende molens in eigendom:
- Koren- en pelmolen De Noordstar te Noordbroek
- Poldermolen De Noordermolen ten oosten van Noordbroek
- Poldermolen De Dellen ten zuiden van Nieuw-Scheemda
- Poldermolen de Westerse Molen, ook wel Zeldenrust genaamd, ten westen van Nieuw-Scheemda

Daarnaast beheerde de stichting de paaltjasker naast De Dellen.